# Cabeza de Panda
Cabeza de Panda é um trio formado em 2007 na cidade do Rio de Janeiro.

## Discografia[2]
- Cabeza de Panda (2010)
- Acabei de começar (2013)